# Euagoras ze Sparty
Euagoras (gr. Εὐαγόρας) – starożytny grecki sportowiec pochodzący ze Sparty, olimpijczyk.
Trzy razy z rzędu, w 548, 544 i 540 roku p.n.e., należący do niego zaprzęg odniósł zwycięstwo w wyścigach rydwanów zaprzężonych w cztery konie na igrzyskach olimpijskich. Podobny rekord udało się osiągnąć tylko rumakom należącym do Ateńczyka Kimona. Po śmierci wyprawił swoim koniom uroczysty pogrzeb, zaś wystawiony przez niego w Olimpii posąg przedstawiał tylko sam rydwan, bez jeźdźca.